# Hans Kohlmann
Hans Kohlmann (* 11. Juli 1934 in Großbuchfeld; † 5. August 1980 bei Lienz) war ein deutscher Politiker (CSU).
Kohlmann legte an einem humanistischen Gymnasium sein Abitur ab. Er machte die Landwirtschaftslehre mit Gehilfenprüfung, studierte Agrarwissenschaften an der Technischen Universität München-Weihenstephan und wurde dadurch Diplom-Agraringenieur. Daraufhin war er Referendar, erwarb das Staatsexamen und war als Lehrer und Berater am Amt für Landwirtschaft in Pfaffenhofen an der Ilm tätig. Von 1970 bis 1978 war er Abschnittsleiter bei der Bayerischen Landesanstalt für Bodenkultur und Pflanzenbau, 1973 wurde er Regierungsdirektor.
Kohlmann, der der CSU 1966 beitrat, gehörte dem parteiinternen Orts- und Kreisvorstand an. Er war Fraktionsvorsitzender der CSU im Pfaffenhofener Kreistag und war von 1975 an stellvertretender Landrat. 1978 wurde er in den Bayerischen Landtag gewählt. 1979 wurde er Vorsitzender des Kreisverbandes der CSU.
Hans Kohlmann starb am 5. August 1980 bei Lienz in Osttirol, als er in den Urlaub fahren wollte. Sein Nachrücker im Landtag war Konrad Breitrainer.